# Rebond (jonglerie)
Pour les articles homonymes, voir rebond.
Le rebond ou jonglerie à rebond est une discipline de jonglerie datant du début du XXe siècle. Elle vient compléter la jonglerie classique, dite aérienne, en accordant aux objets la possibilité de rebondir. Les figures exécutées entrent dans cette catégorie dès lors que le rebond est une partie intégrante, contrôlée et récurrente de ladite figure.
L’objet de prédilection des jongleurs à rebond est la balle. Cette préférence s’explique de manière historique et de manière pratique. En effet, la balle, par son côté sphérique, est l’objet qui produit le rebond le plus régulier. D’autres objets peuvent cependant être utilisés comme les anneaux ou les massues. Il arrive également que les autres disciplines de la jonglerie comme le diabolo s’inspirent de la jonglerie à rebond pour introduire ce nouveau paramètre dans leur éventail de possibilités.
La surface et le matériel utilisés pour faire rebondir les objets sont des points essentiels pour les jongleurs à rebond. La surface la plus simple est un sol plan et lisse qui permet un rebond régulier et des trajectoires simples. Il est également possible d’utiliser des plans inclinés ou des murs, ce qui était déjà le cas de LA Street, premier jongleur connu à avoir présenté des numéros de balles rebonds, en 1917. Rudy Horn et nombre de ses contemporains utilisaient des tambours pour exploiter les rythmes obtenus par le son des rebonds. Plus récemment, l’américain Michael Moschen et la troupe anglaise Gandini Juggling ont exploité les rebonds dans des structures géométriques : un triangle pour Moschen et cube chez les Gandini.
La jonglerie à rebond a connu un bel essor ces dernières années à travers l’exploitation artistique de ses nombreuses possibilités. Particulièrement en France grâce au DVD « Bouncing in Paris » mis en scène par Vincent Bruel et Jean-François Valentin qui se distingue par l’exploitation des mobiliers urbains et des nouvelles techniques de jonglerie parmi lesquelles la notation siteswap.

## Quelques propriétés
La jonglerie rebond ne s’oppose pas à la jonglerie aérienne, elle la complète et en reprend les techniques fondamentales. Ainsi, la plupart des figures aériennes peuvent être transposées en rebond. Cependant la jonglerie rebond apporte un certain nombre de spécificités non négligeables comme l’allongement de la durée temporelle du trajet, une occupation de l’espace plus importante et la modification des trajectoires.
Du fait de la multiplication des apogées et des rebonds, la jonglerie rebond permet d’optimiser l’espace dans lequel se déploient les trajectoires et de gagner ainsi du temps par rapport aux lancers aériens. Là où un lancer aérien long demande une grande précision et un effort physique non négligeable, l’équivalent en rebond demande au mieux un lancer d’une dizaine de centimètres. Ainsi, le rythme d’une cascade à trois balles en rebond pourra être nettement moins rapide pour un effort minime que son équivalent aérien. Cet allongement est facilement contrôlable ; ainsi la jonglerie rebond possède une très grande souplesse au niveau du tempo des lancers par le simple fait de la variété des lancers et de la possibilité d’effectuer plusieurs rebonds. De ce fait, on considère souvent qu’à entraînement équivalent une figure en rebond est plus accessible que son équivalent aérien.
La caractéristique principale de la jonglerie rebond consiste à ajouter à l’espace situé au-dessus des mains du jongleur l’espace situé en dessous. En outre, le fait de faire rebondir les balles oblige le jongleur à se déployer non seulement dans le vide qui l’entoure mais à entrer également en interaction avec les multiples surfaces qui l’environnent (sol, murs et autres artefacts pouvant servir de support au rebond).
Si les trajectoires restent toujours paraboliques, la jonglerie rebond permet de les segmenter de manière multiple au sein d’un espace, voire d’ajouter des effets (dits « effets anglais ») qui consistent à modifier la trajectoire après le rebond en donnant du spin à la balle à son départ, c’est-à-dire mettre la balle en rotation sur elle-même au lancer. En résulte également une application partielle de l’effet Magnus pour la phase aérienne avant rebond, d’autant plus notable si la chute est importante.

## Quatre types de trajectoires
Chaque balle pouvant être lancée et rattrapée paume vers le haut ou vers le bas, on classe les trajectoires en quatre types :
- L’hyperpassif (lancer paume vers le haut, réception paume vers le haut) : c’est la trajectoire la plus longue - elle a deux apogées. La balle est lancée vers le haut, atteint son apogée, redescend, rebondit, remonte jusqu’à un second apogée et redescend pour être rattrapée.

- Le passif (lancer paume vers le haut, réception paume vers le bas) : la trajectoire a un apogée avant le rebond. La balle est lancée vers le haut, atteint son apogée, redescend, rebondit et remonte pour être rattrapée avant le second apogée.

- L’actif (lancer paume vers le bas, réception paume vers le haut) : la trajectoire a un apogée après le rebond. La balle est lancée directement vers le sol, rebondit, remonte, atteint son apogée et redescend pour être rattrapée.

- L’hyper actif (lancer paume vers le bas, réception paume vers le bas) : c’est la trajectoire la plus courte - elle n’a aucun apogée. La balle est lancée directement vers le sol, rebondit, remonte et est rattrapée avant son apogée.

Le passif est le symétrique dans le temps de l’actif, cependant, compte tenu de la perte de vélocité lors du rebond, le passif sera légèrement plus lent.

## Notation siteswap adaptée
Afin de différencier les types de lancers utilisés, la notation siteswap s’est progressivement dotée de modificateurs adaptés et associés aux lancers rebonds. Il n’y a à l’heure actuelle aucune convention générale dans ce domaine. Les deux systèmes les plus avancés étant la notation utilisée par le logiciel JugglingLab de Jack Boyce et l’Extended Bounce Notation (EBN) de Sylvain Garnavault, plus récente et plus simple.
|             | JLab    | E.B.N |
| actif       | BF      | f     |
| passif      | B ou BL | b     |
| hyperactif  | BHF     | q     |
| hyperpassif | BHL     | s     |

Pour noter les rebonds multiples il suffit multiplier les lettres des suffixes. Dans les cas de la notation de JugglingLab il faut multiplier les B avant de préciser le type de lancer. Par exemple : BBBHF fait référence à un triple rebond hyperactif. Dans le cas de l’EBN il suffit de noter le suffixe autant de fois que de rebond. Pour le même triple rebond actif nous auront donc qqq.
En combinant les différents types de rebond et les lancers aériens classiques chaque séquence siteswap donne naissance à d’innombrables variantes enrichissant de ce fait la discipline. De nouvelles transitions deviennent réalisables et certains lancers irréalisables de manière classique s’ouvrent à nous grâce au temps gagné par le (multiple) rebond. Voici un exemple qui utilise ces nouvelles possibilités : on se base sur la séquence A3633 avec le A en double rebond passif et le 6 en passif. Les notations deviennent ABBL36BL33 (JugglingLab) - Abb36b33 (EBN).
Pour des raisons de contraintes temporelles imposées par le siteswap et la physique il est impossible de combiner certains types de rebonds. Par exemple, il est très improbable de voir dans une même figure un 3 double rebond et un 3 hyperactif. Un tableau des valeurs « naturelles » a été initié par Vincent Bruel ; il reste à compléter pour le moment.